# Zaanse Schans
Zaanse Schans je restaurovaná historická vesnice – skanzen obytných a hospodářských staveb v oblasti Severní Holandsko v Nizozemsku. Dokumentuje historii jedné z nejstarších průmyslových oblastí Evropy.

## Hospodářský význam
Hospodářský význam regionu řeky Zaan začal již ve středověku. Po dlouhý čas většina obyvatelů stále musela vydělávat na své živobytí mimo region. Pro ostatní lokalita Zaan představovala bezpečné útočiště. A to hlavně pro baptisty prchající před náboženským pronásledováním z římsko-katolického jižního Holandska.
Rodilí a imigranti pracovali jeden vedle druhého pro rozkvět zaanského průmyslu. To utvářelo silného pospolitého ducha v celé komunitě. Zaanský region se rozvíjel v příjemné místo pro žití a práci. Lidé podél Zaanu začali být hrdí na své tradice a svůj společenský život.

### Život z větru
Na rovinaté ploše Zaanu, kde se stromům nedařilo kvůli bažinaté zemině, vítr foukal neustále. Při hledání obživy lidé objevili sílu a rychlost větru. První pila v mlýně v roce 1596 spustila vysokou rychlostí rozmach zaanského průmyslu. Všech tisíc větrných mlýnů zásobovalo během dvou století čistou energií tuto první průmyslovou plochu v evropské historii.[zdroj⁠?!] V 18. století už 400 větrných mlýnů nestačilo dodávat dost energie pro pokrytí stoupající poptávky.

### Větrné mlýny
Bývalé větrné mlýny byly malé společnosti s dělníky a pokročilou formou řízení. V průběhu let byly tyto rodinné obchody chytře vedeny a rozšířeny. Jádrem průmyslu bylo zpracování obilnin. Mlel se zde ječmen pro výrobu lodních sucharů a další obilniny, které tvořily základ jídelníčku tehdejších obyvatel Evropy. Dobře známé jméno regionu začalo být uznávaným fondem nizozemské národní ekonomie. Ve 20. století získal zaanský region renomé jako „Holandská spižírna“. Vytříbenost a propracování surovin byla jádro obchodu starých mlýnů. Nynější dodavatelské a výrobní společnosti v Zaanu jsou výsledkem této duchaplnosti.

## Skanzen
S rekonstrukcí vesnice Zaanse Schans, která se nachází na břehu řeky Zaan poblíž města Zaanstad, se započalo po roce 1945. Tato osada dává jedinečný dojem jak vesnice měla vypadat v 17. a 18. století. Skanzen obsahuje soubor typických zelenobílých dřevěných domů a mlýnů s původními dílnami na výrobu dřeváků a sýrů. Dále jsou zde specializované historické obchůdky a pekárna. Z dalších průmyslových staveb jmenujme mlýn na lisování oleje (Oliemolen De Zoeker z roku 1673) a mlýn na tření barev (Werfmolen De Kat z roku 1784).

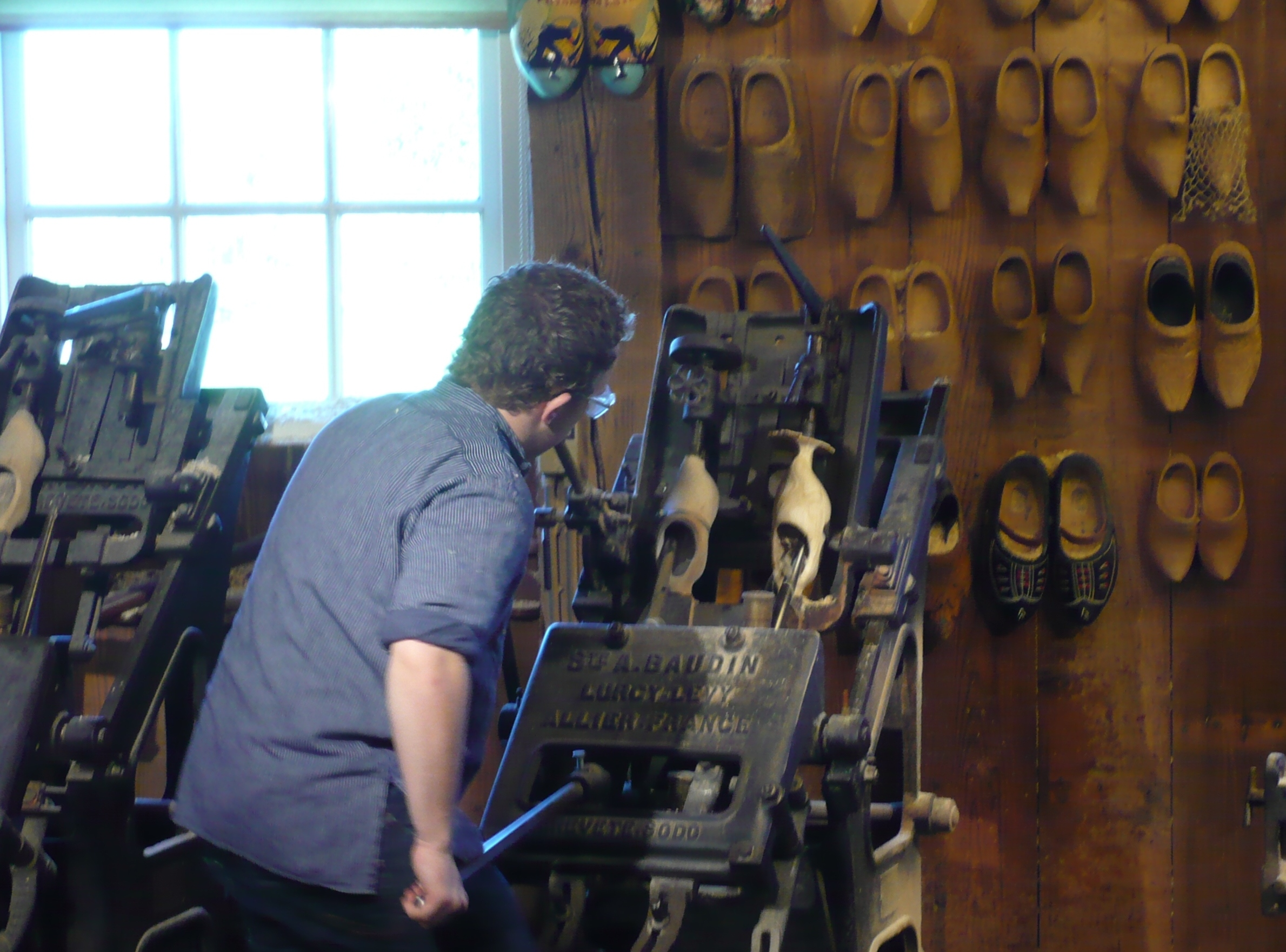
Ukázka výroby dřeváků

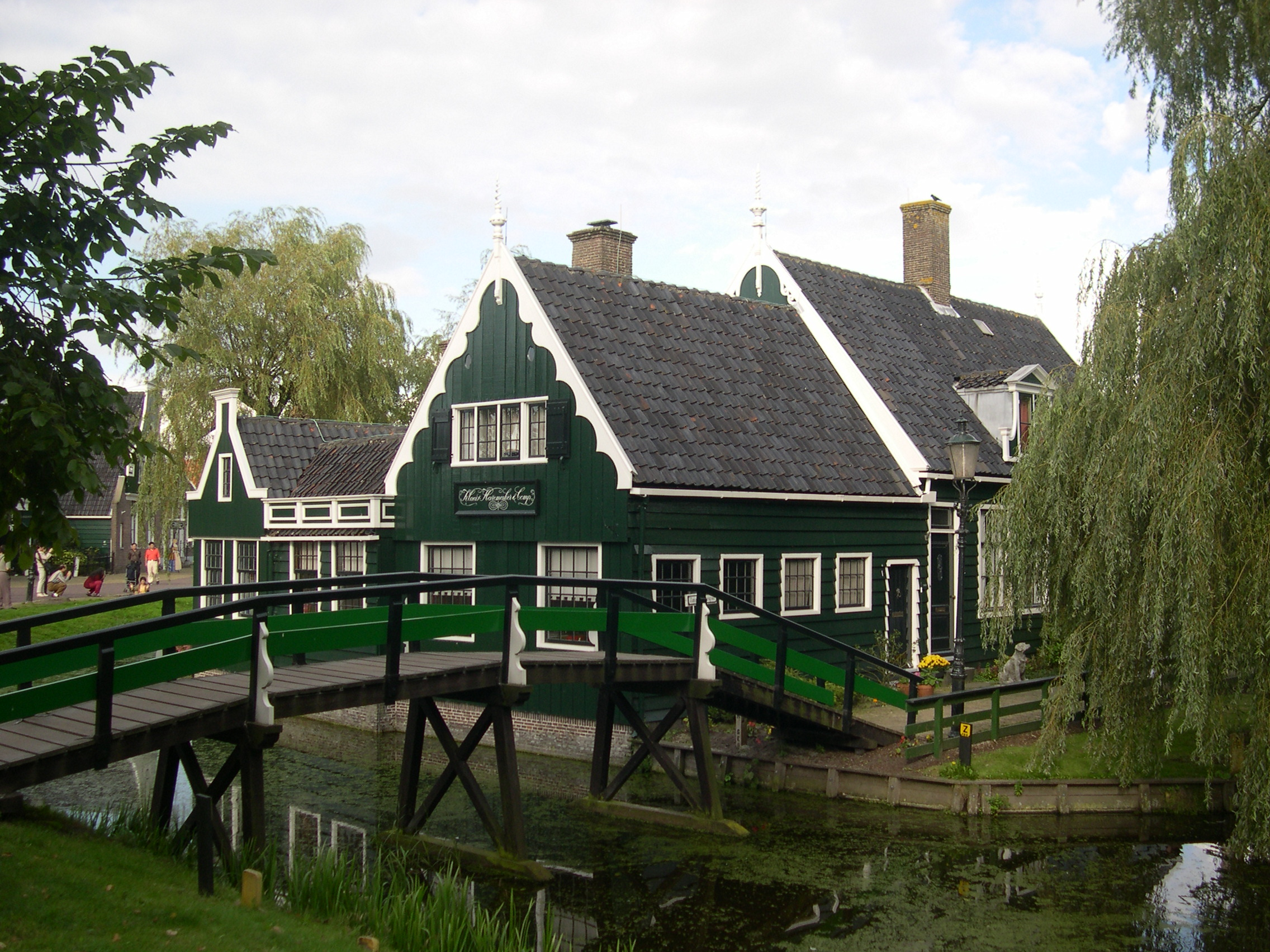
Typické holandské domy

### Turistika
Poblíž vesnice se nachází několik muzeí a centrum služeb pro turisty. K možnostem patří i půjčení lodi pro vyjížďku po řece Zaan.